# Spas (rejon starosamborski)
Spas (ukr. Спас) – wieś w rejonie samborskim (wcześniej w rejonie starosamborskim) obwodu lwowskiego Ukrainy. Wieś liczy 436 mieszkańców. Leży nad rzeką Duben przy ujściu do Dniestru. Podlega terszowskiej silskiej radzie.
Od roku 1905 przez miejscowość prowadzi linia kolejowa łączącą Użhorod z Samborem.
W 1921 r. liczyła około 444 mieszkańców. W II Rzeczypospolitej Polskiej Spas był siedzibą gminy wiejskiej, w powiecie starosamborskim (woj. lwowskie), a po jego zniesieniu – 1 kwietnia 1932 – włączony do powiatu turczańskiego. Z dniem 1 sierpnia 1934 gmina włączona została w skład gminy Ławrów z siedzibą w Ławrowie.
W miejscowości znajduje się cerkiew greckokatolicka.

## Ludzie związani ze Spasem
- Karol Durski-Trzaska – polski dowódca wojskowy, generał broni Wojska Polskiego, urodzony w Spasie
- Lew Halicki – książę halicko-włodzimierski, zmarł w Spasie
- Jan Martyniak – arcybiskup metropolita przemysko-warszawski, głowa Kościoła greckokatolickiego w Polsce, urodził się w Spasie